# Martin Elvestad
Martin Elvestad (Tune, 26 luglio 1989) è un ex calciatore norvegese, di ruolo centrocampista.

## Carriera

### Club

#### Fredrikstad
Elvestad ha iniziato a giocare a calcio nel Fredrikstad, con cui ha debuttato il 19 maggio 2007, nell'edizione stagionale del Norgesmesterskapet. È stato infatti titolare nel successo in trasferta della sua squadra sul Lisleby per 0-5 ed è stato sostituito nel secondo tempo da Agim Shabani. Il 30 agosto 2008 ha debuttato nell'Eliteserien, entrando in campo in luogo di Joachim Thomassen nel pareggio per 0-0 contro l'Aalesund. Il 30 luglio 2009 ha esordito nelle competizioni europee per club: è stato infatti schierato in campo in sostituzione di Kasey Wehrman nell'incontro di UEFA Europa League 2009-2010 tra Fredrikstad e Lech Poznań, dove la sua squadra è stata sconfitta in casa per 1-6. Dopo la retrocessione dell'Eliteserien 2009, Elvestad è rimasto in squadra anche nella 1. divisjon e ha contribuito all'immediata promozione del Fredrikstad.

#### Kvik Halden e Moss
Il 18 agosto 2011 è stato reso noto il suo passaggio, a titolo definitivo, al Kvik Halden. Il 19 novembre 2014 è stato ufficialmente ingaggiato dal Moss, firmando un contratto valido dal 1º gennaio 2015.

### Nazionale
Elvestad ha disputato 24 partite tra le varie selezioni giovanili della Norvegia. Con la Norvegia under 18 ha debuttato il 30 maggio 2007, nella partita contro il Portogallo under 18: i lusitani si sono imposti per 3-1.

## Statistiche

### Presenze e reti nei club
Statistiche aggiornate al 18 aprile 2023.
| Stagione           | Club               | Campionato         | Campionato | Campionato | Coppe nazionali | Coppe nazionali | Coppe nazionali | Coppe continentali | Coppe continentali | Coppe continentali | Supercoppe | Supercoppe | Supercoppe | Totale | Totale |
| Stagione           | Club               | Comp               | Pres       | Reti       | Comp            | Pres            | Reti            | Comp               | Pres               | Reti               | Comp       | Pres       | Reti       | Pres   | Reti   |
| ------------------ | ------------------ | ------------------ | ---------- | ---------- | --------------- | --------------- | --------------- | ------------------ | ------------------ | ------------------ | ---------- | ---------- | ---------- | ------ | ------ |
| 2007               | Fredrikstad        | ES                 | 0          | 0          | CN              | 1               | 0               | CU                 | 0                  | 0                  | -          | -          | -          | 1      | 0      |
| 2008               | Fredrikstad        | ES                 | 3          | 0          | CN              | 1               | 0               | -                  | -                  | -                  | -          | -          | -          | 4      | 0      |
| 2009               | Fredrikstad        | ES                 | 3          | 0          | CN              | 2               | 0               | UEL                | 2                  | 0                  | -          | -          | -          | 7      | 0      |
| 2010               | Fredrikstad        | 1D                 | 4+1        | 0          | CN              | 1               | 0               | -                  | -                  | -                  | -          | -          | -          | 6      | 0      |
| gen.-ago. 2011     | Fredrikstad        | ES                 | 5          | 0          | CN              | 3               | 0               | -                  | -                  | -                  | -          | -          | -          | 8      | 0      |
| Totale Fredrikstad | Totale Fredrikstad | Totale Fredrikstad | 15+1       | 0          |                 | 8               | 0               |                    | 2                  | 0                  |            | -          | -          | 24     | 0      |
| ago.-dic. 2011     | Kvik Halden        | 2D                 | ?          | ?          | CN              | 0               | 0               | -                  | -                  | -                  | -          | -          | -          | ?      | ?      |
| 2012               | Kvik Halden        | 2D                 | ?          | ?          | CN              | ?               | ?               | -                  | -                  | -                  | -          | -          | -          | ?      | ?      |
| 2013               | Kvik Halden        | 2D                 | ?          | ?          | CN              | ?               | ?               | -                  | -                  | -                  | -          | -          | -          | ?      | ?      |
| 2014               | Kvik Halden        | 2D                 | 19         | 0          | CN              | 1               | 0               | -                  | -                  | -                  | -          | -          | -          | 20     | 0      |
| Totale Kvik Halden | Totale Kvik Halden | Totale Kvik Halden | ?          | ?          |                 | ?               | ?               |                    | -                  | -                  |            | -          | -          | ?      | ?      |
| 2015               | Moss               | 2D                 | 11         | 0          | CN              | 0               | 0               | -                  | -                  | -                  | -          | -          | -          | 11     | 0      |
| 2016               | Moss               | 2D                 | 13         | 0          | CN              | 0               | 0               | -                  | -                  | -                  | -          | -          | -          | 13     | 0      |
| Totale Moss        | Totale Moss        | Totale Moss        | 24         | 0          |                 | 0               | 0               |                    | -                  | -                  |            | -          | -          | 24     | 0      |
| Totale             | Totale             | Totale             | ?          | ?          |                 | 8               | 0               |                    | 2                  | 0                  |            | -          | -          | ?      | ?      |